# Izraeli Légierő

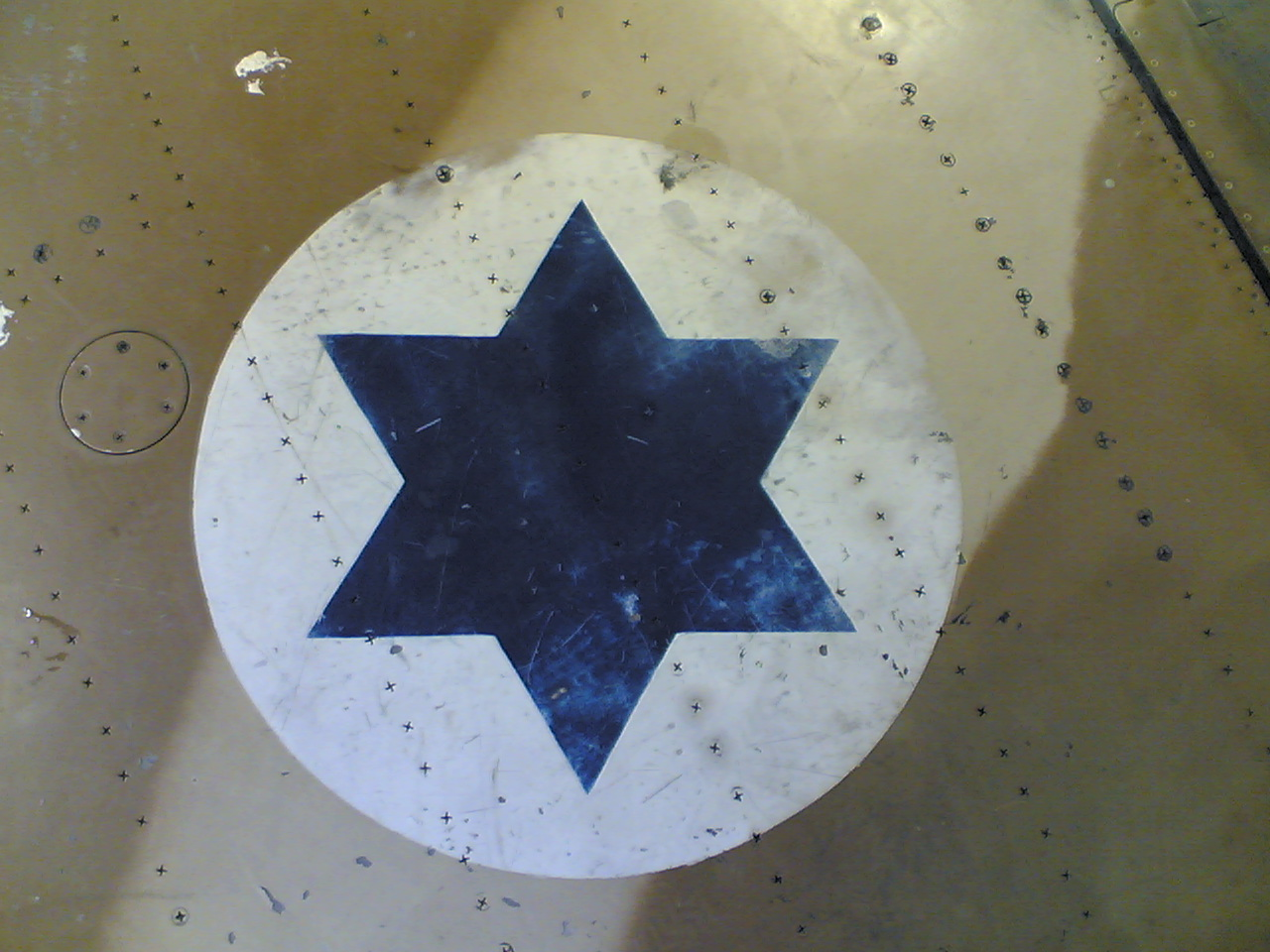
Az Izraeli Légierő felségjele, a fehér alapon kék Dávid-csillag egy F–16-oson.

Az Izraeli Légierő (IAF héberül:זרוע האויר והחלל) Izrael légtérvédelmére fenntartott katonai szervezet, része az Izraeli Védelmi Erőknek.

## Szervezete

### Harcászati alegységek
- Ramat David Légibázis – 1. Légiezred
  - 4 század
- Sedot Mikha Légibázis – 2. Légiezred
- Hatzor Légibázis – 4. Légiezred
  - 2 század
- Sde Dov Légibázis – 15. Légiezred
  - 2 század
- Ramon Légibázis – 25. Légiezred
  - 5 század
- 28. Nevatim Légibáis
  - 6 század
  - Logisztikai egység
- 6. Hatzerim Légibázis
  - 4 század
  - Bisat Repülőiskola
- 8. Tel Nof Légibázis
  - 4 század
  - Repülés Kísérleti Központ
- 30. Palmahim Légibázis
  - 4 század
  - Rakétakísérleti Központ
- 10. Ovda Légibázis
  - 1 század
  - Bismat Repülőiskola
  - Bislak Repülőiskola
- 21. Haifa Légibázis
  - Bislat Repülőiskola
- Különleges Erők Parancsnoksága
  - 2 Kutató-Mentő Egység
- Légiiránytás Parancsnoksága
- Egészségügyi Parancsnokság
  - 1 Mentő Egység

## Fegyverzete

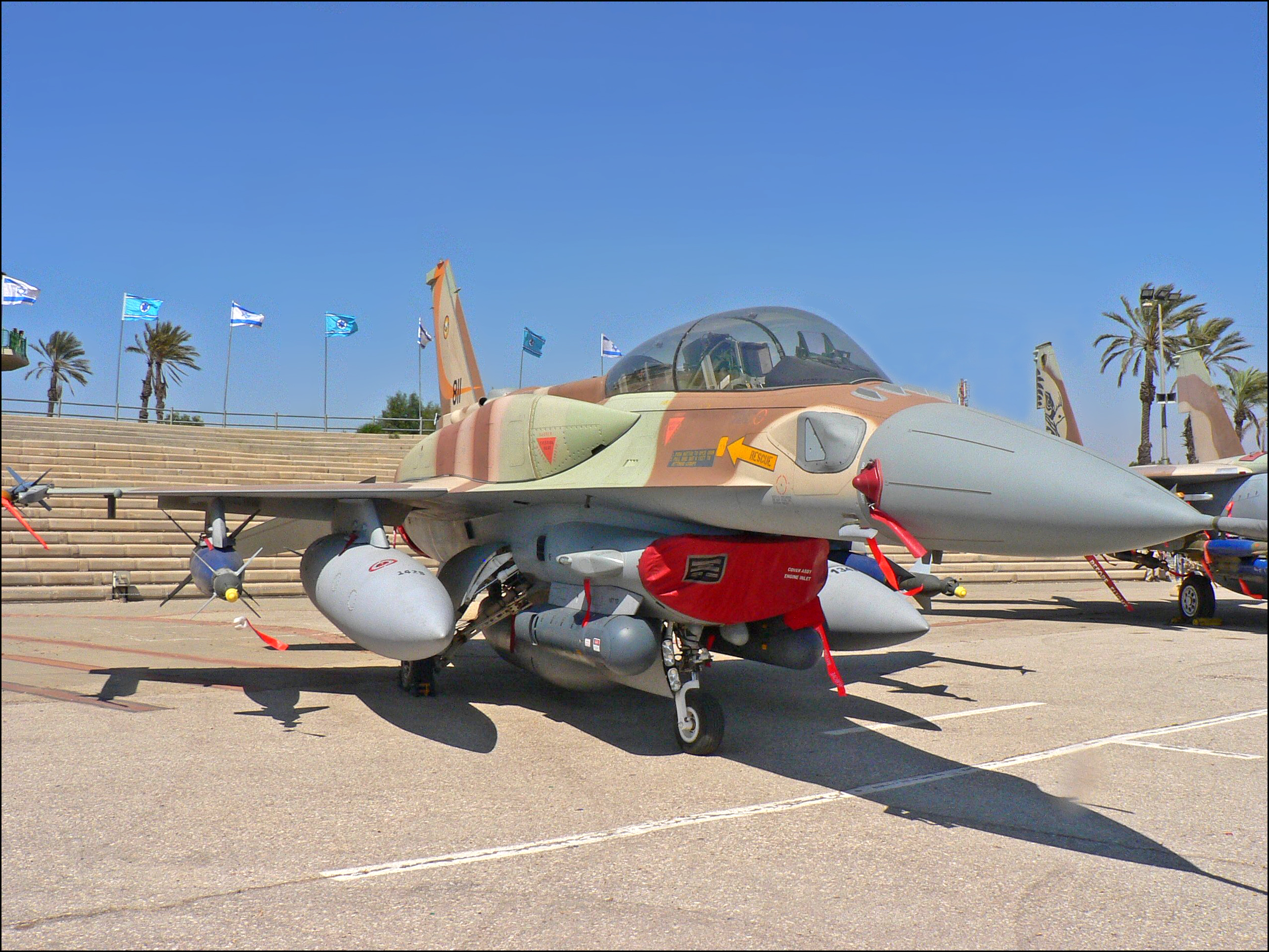
Izraeli F–16I Soufa (Vihar). A repülőgép szárnyai alatt lézerirányítású bomba és tüzelőanyag-póttartály van, a törzs tetejének két oldalára fel van szerelve a CFT illeszkedő póttartály

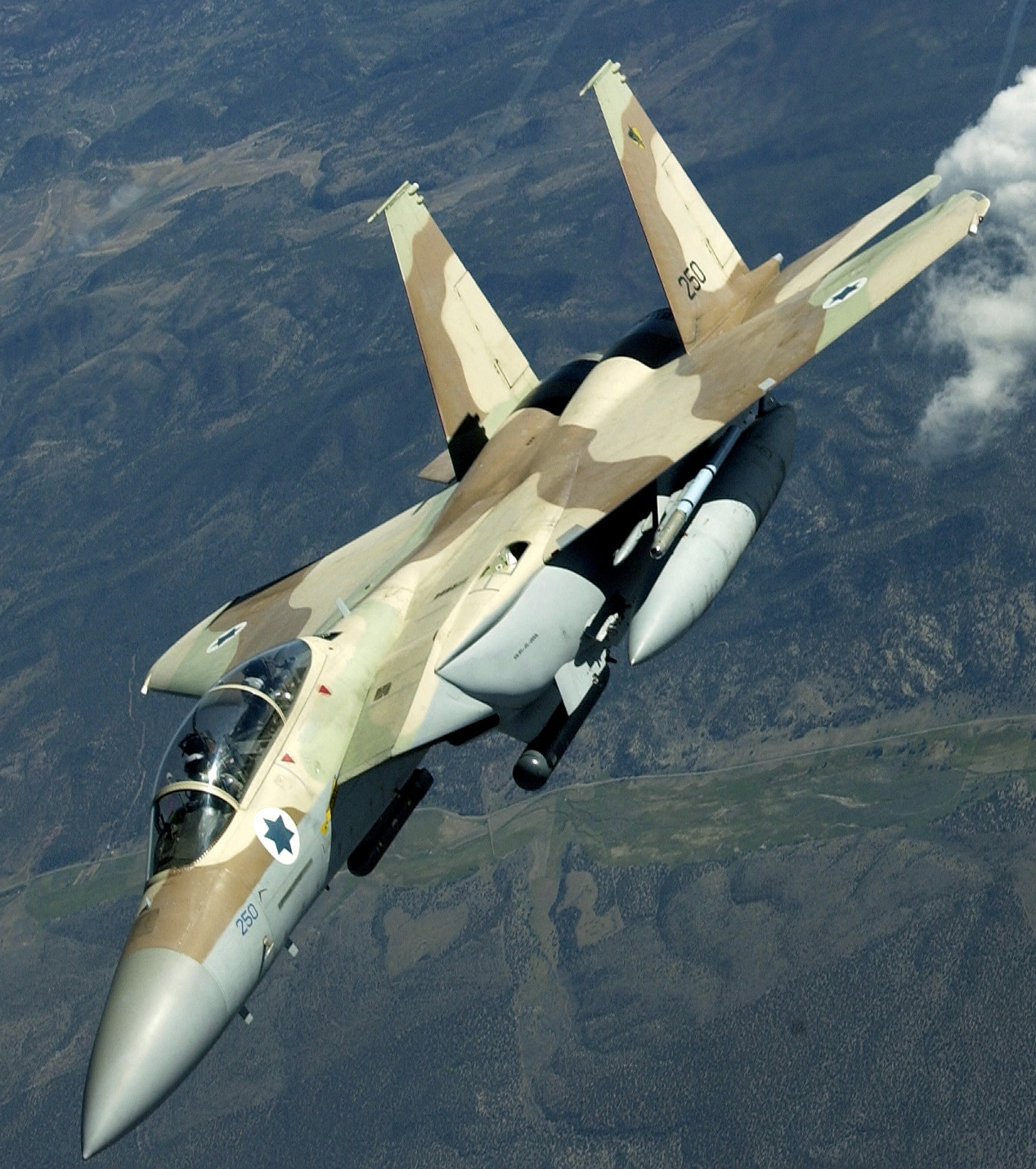
Izraeli F–15I Raam (Mennydörgés) repülőgép

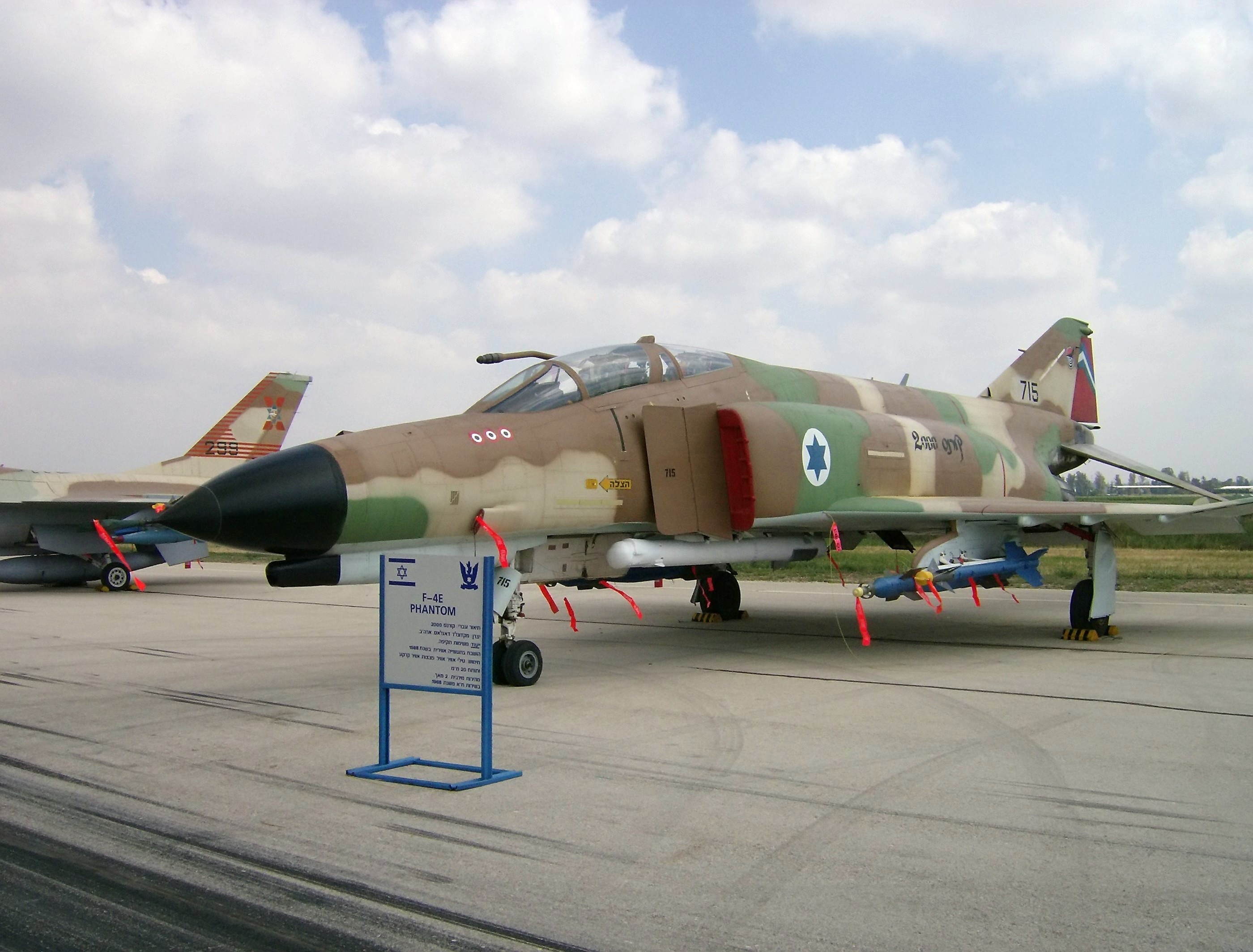
Izraeli F–4 Kurnass (Pöröly) vadászbombázó

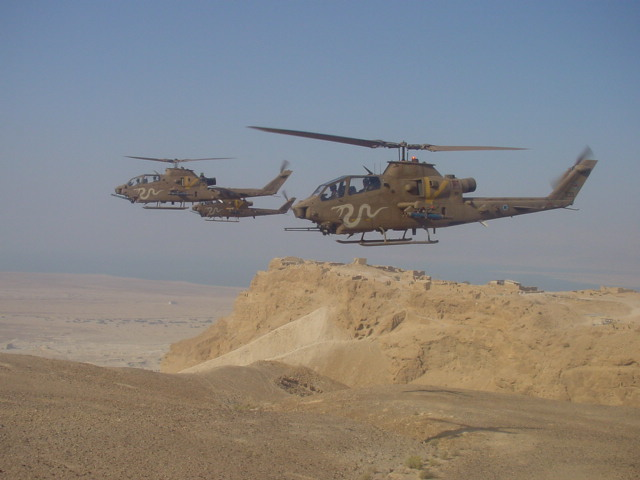
Izraeli AH–1 Cobra harci helikopterek a Masszádai erőd felett

### Repülőgépek, helikopterek

#### Aktív eszközök
- F–35I Lightning II (Héber becenév: Adir)
- McDonnell Douglas F–15 Eagle A, B, C, D (Héber becenév: Baz 2000)
- Boeing F-15I (Héber becenév: Ra'am)
- Lockheed F–16 Fighting Falcon A/B (Héber becenév: Netz), C/D (Héber becenév: Barak), I (Héber becenév: Sufa) – 339 db
- F–4E Phantom II (Héber becenév: Kurnass) – 274 db
- RF-4E – 12 db
- C–130 Hercules (Héber becenév: Karnaf)
- Mazlat (UAV) (Héber becenév: Oriole)
- Socata TB-20 Trinidad (Héber becenév: Pashosh)
- Raytheon A36 Bonanza (Héber becenév: Hofit)
- Beechcraft King Air (Héber becenév: Tzofit)
- Beechcraft Queen Air B-80 (Héber becenév: Zamir)
- GROB G 120A (Héber becenév: Snunit)
- Lavi M-346
- Aerospatiale HH-65A (Héber becenév: Dolphin)
- Boeing AH–64 Apache (Héber becenév: Peten, Saraph)
- Eurocopter AS 565 Panther (Héber becenév: Atalef)
- Sikorsky UH–60 Black Hawk (Héber becenév: Yanshuf)
- Eitan – UAV
- Yas'ur 2000
- Heliopolis Gumhuria

#### Zsákmányolt repülőeszközök
- Fairchild F24R Argus
- Benes Mraz Sokol
- Heliopolis Gumhuria
- Jak–11
- MiG–15
- MiG–17
- MiG–21
- MiG–23
- Mi–8
- Szuhoj Szu–7
- SA 342 Gazelle

### Légvédelmi rakétakomplexumok
| - MIM–23 Hawk     |
| - MIM–104 Patriot |
| - FIM-92 Stinger  |

### Hadrendből kivont típusok
| Származási hely/ Megnevezés | Változat    | Héber beceneve | Feladatkör      | Mennyiség   | Szolgálatba lépés | Kivonva     | Megjegyzés  |
| Repülőgépek                 | Repülőgépek | Repülőgépek    | Repülőgépek     | Repülőgépek | Repülőgépek       | Repülőgépek | Repülőgépek |
| --------------------------- | ----------- | -------------- | --------------- | ----------- | ----------------- | ----------- | ----------- |
| Avia Avia S-199             |             | Saikin (kés)   | vadászrepülőgép | 25 db       | 1948              | 1950        |             |

## Repterek, fontosabb bázisok
- Ben Gurion nemzetközi reptér
- Hatzerim Légibázis
- Haifa Légibázis
- Hatzor Légibázis
- Megiddo reptér
- Nevatim Légibázis
- Ovda nemzetközi reptér
- Palmachim légitámaszpont
- Ramat David Légibázis
- Ramon Légibázis
- Sedot Mikha Légibázis
- Sde Dov reptér
- Tel Nof Légibázis